# Maó de fang

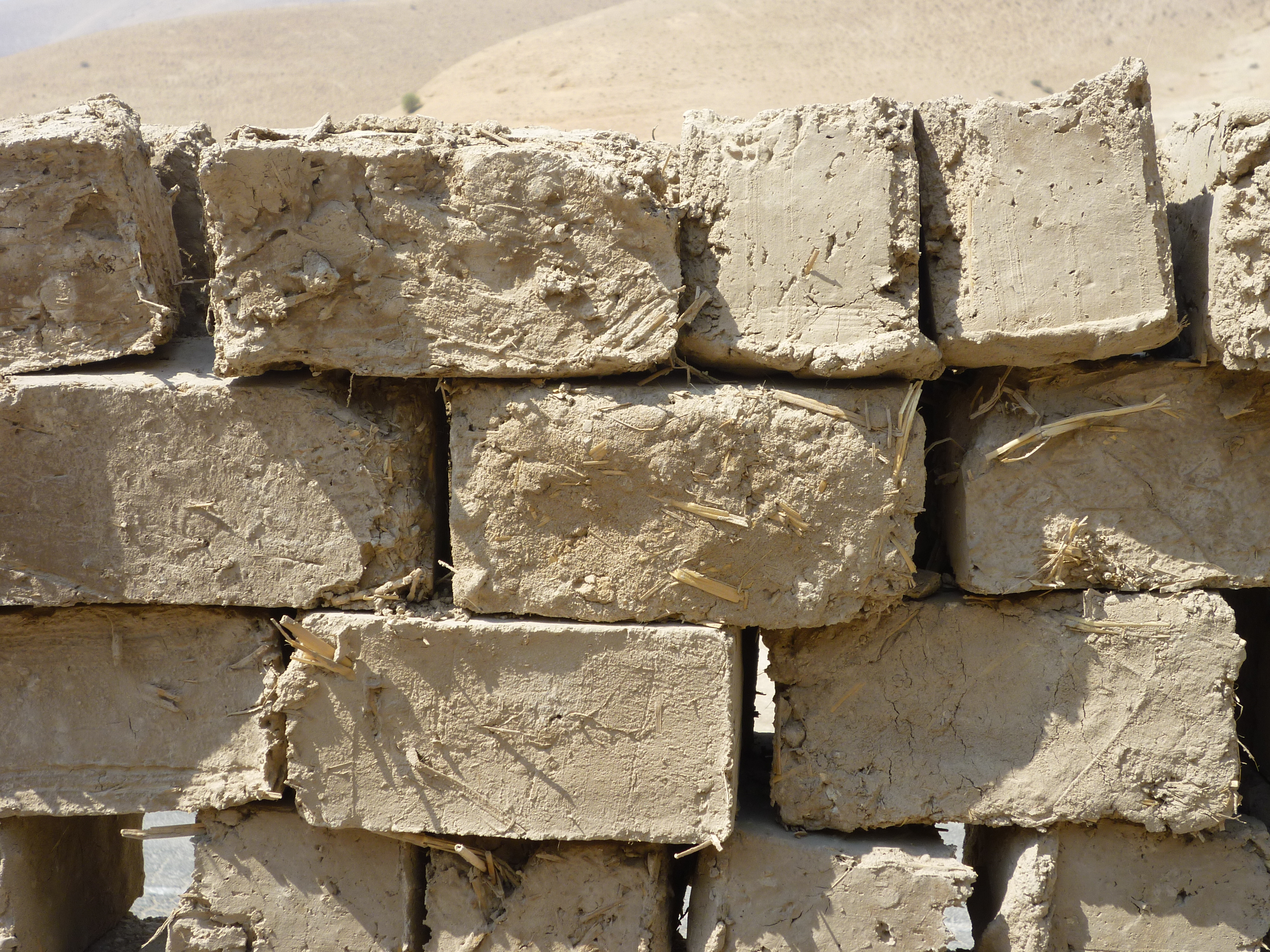
Maons de fang a Palestina del 2011)

Els maons de fang és un maó sense coure fets d'una barreja amb sòl  argilenc humit, fang o sorra, mesclat amb palla o similars substàncies enganxants. S'assequen a l'aire. És una tecnologia molt antiga (més de 10.000 anys enrere) que encara s'utilitza.